# Rafael Enrique Navarro
Rafael Enrique Navarro Cujía (Valledupar, Cesar, Colombia; 28 de febrero de 1989) es un futbolista colombiano. Juega de mediocampista y actualmente es agente libre, luego de su paso por el Deportivo Pereira de la Categoría Primera A colombiana, en donde entre otras cosas es el tercer jugador con más partidos disputados siendo superado tan solo por Alexis Márquez (292) y Pompilio Páez (340).

## Clubes
| Club              | País     | Año         |
| ----------------- | -------- | ----------- |
| América de Cali   | Colombia | 2008 - 2010 |
| Boyacá Chicó      | Colombia | 2011 - 2012 |
| Deportivo Pereira | Colombia | 2013 - 2021 |

## Estadísticas
| Club                         | Div.          | Temporada     | Liga  | Liga  | Copa Nacional | Copa Nacional | Copa Internacional | Copa Internacional | Total | Total |
| Club                         | Div.          | Temporada     | Part. | Goles | Part.         | Goles         | Part.              | Goles              | Part. | Goles |
| ---------------------------- | ------------- | ------------- | ----- | ----- | ------------- | ------------- | ------------------ | ------------------ | ----- | ----- |
| América de Cali · Colombia   |               |               |       |       |               |               |                    |                    |       |       |
| 1.ª                          | 2008          | 1             | 0     | 0     | 0             | 0             | 0                  | 1                  | 0     |       |
| 1.ª                          | 2009          | 6             | 0     | 0     | 0             | 0             | 0                  | 6                  | 0     |       |
| 1.ª                          | 2010          | 1             | 0     | 0     | 0             | -             | -                  | 1                  | 0     |       |
| Total club                   | Total club    | 8             | 0     | 0     | 0             | 0             | 0                  | 8                  | 0     |       |
| Boyacá Chicó · Colombia      |               |               |       |       |               |               |                    |                    |       |       |
| 1.ª                          | 2011          | 22            | 2     | 9     | 2             | -             | -                  | 31                 | 4     |       |
| 1.ª                          | 2012          | 24            | 1     | 7     | 1             | -             | -                  | 31                 | 2     |       |
| 1.ª                          | Total club    | Total club    | 46    | 3     | 16            | 3             | 0                  | 0                  | 62    | 6     |
| Deportivo Pereira · Colombia |               |               |       |       |               |               |                    |                    |       |       |
| 2.ª                          | 2013          | 22            | 1     | 4     | 0             | -             | -                  | 26                 | 1     |       |
| 2.ª                          | 2014          | 33            | 5     | 3     | 0             | -             | -                  | 36                 | 5     |       |
| 2.ª                          | 2015          | 25            | 2     | 3     | 0             | -             | -                  | 28                 | 2     |       |
| 2.ª                          | 2016          | 34            | 7     | 4     | 0             | -             | -                  | 38                 | 7     |       |
| 2.ª                          | 2017          | 28            | 4     | 0     | 0             | -             | -                  | 28                 | 4     |       |
| 2.ª                          | 2018          | 31            | 2     | 4     | 2             | -             | -                  | 35                 | 4     |       |
| 2.ª                          | 2019          | 36            | 6     | 8     | 5             | -             | -                  | 44                 | 11    |       |
| 1.ª                          |               |               |       |       |               |               |                    |                    |       |       |
| 2020                         | 18            | 5             | 1     | 0     | -             | -             | 19                 | 5                  |       |       |
| 2021                         | 24            | 2             | 6     | 0     | -             | -             | 30                 | 2                  |       |       |
| 2022                         | 1             | 0             | -     | -     | -             | -             | 1                  | 0                  |       |       |
| Total club                   | Total club    | Total club    | 252   | 34    | 33            | 7             | 0                  | 0                  | 285   | 41    |
| Total carrera                | Total carrera | Total carrera | 306   | 37    | 49            | 10            | 0                  | 0                  | 355   | 49    |

## Palmarés

### Torneos nacionales
| Título              | Equipo            | País     | Año  |
| ------------------- | ----------------- | -------- | ---- |
| Torneo Finalización | América de Cali   | Colombia | 2008 |
| Primera B           | Deportivo Pereira | Colombia | 2019 |
| Torneo Finalización | Deportivo Pereira | Colombia | 2022 |